# Sant Andreu de la Vola
Sant Andreu de la Vola es una localidad española del municipio de San Pedro de Torelló, perteneciente a la provincia de Barcelona, en la comunidad autónoma de Cataluña. Está ubicada en la comarca de Osona.

## Geografía
Se halla al norte del término municipal, junto a la carretera BV-5224 que la conecta con San Pedro de Torelló por el sur y con la Vall de Bas por el norte a través del coll de Bracons. La carretera C-37 de Vich a Olot permite la conexión con la comarca de La Garrocha a través del túnel de Bracons.
Su población a 1 de enero de 2017 era de 15 habitantes (7 hombres y 8 mujeres).

## Historia
El lugar de La Vola aparece documentado desde el año 923 con la forma Avetola. En 1826 las masías de San Pedro de Torelló se unieron al municipio de Curull y La Vola para formar un nuevo municipio con el nombre de Masías de San Pedro de Torelló. En 1926 este municipio se fusionó nuevamente con San Pedro de Torelló incluyendo a La Vola y Curull.
Hasta la reforma de la nomenclatura municipal de 1916 el municipio se llamaba simplemente La Bola. En dicha fecha su nombre fue modificado por el de San Andrés de la Bola.

## Demografía
| Gráfica de evolución demográfica de La Bola entre 1842 y 1920 |
| |
| Población de derecho según los censos de población del INE. Población de hecho según los censos de población del INE.En este censo se denominaba La Bola y Corull: 1842. En este censo se denominaba San Andrés de la Bola: 1920. Entre el censo de 1930 y el anterior, este municipio desaparece porque se integra en el municipio San Pedro de Torrelló. |

## Lugares de interés
- Iglesia de Sant Andreu de la Vola, de origen románico, muy modificada.
- Ermita de San Nazario.